# Samsara (film 2001)
Samsara este un film artistic independent din 2001, co-produs de India/Italia/Franta/Germania, ce relatează povestea unui călugăr budist în căutarea iluminării. În rolurile principale Shawn Ku - călugărul Tashi, și Christy Chung - Pema. Subiectul filmului amintește de povestea înțeleptului Vishvamitra și a apsarei/ spiritului feminin, Menaka.

## Subiect
Tashi, un tânăr călugăr Buddhist care petrece mult timp în meditație, se întoarce la mănăstirea de care apartinea, unde primește titlu pentru atingerea unui nivel ridicat în cunoașterea și studiul buddismului.